# Illaunloughan
 (janvier 2024).

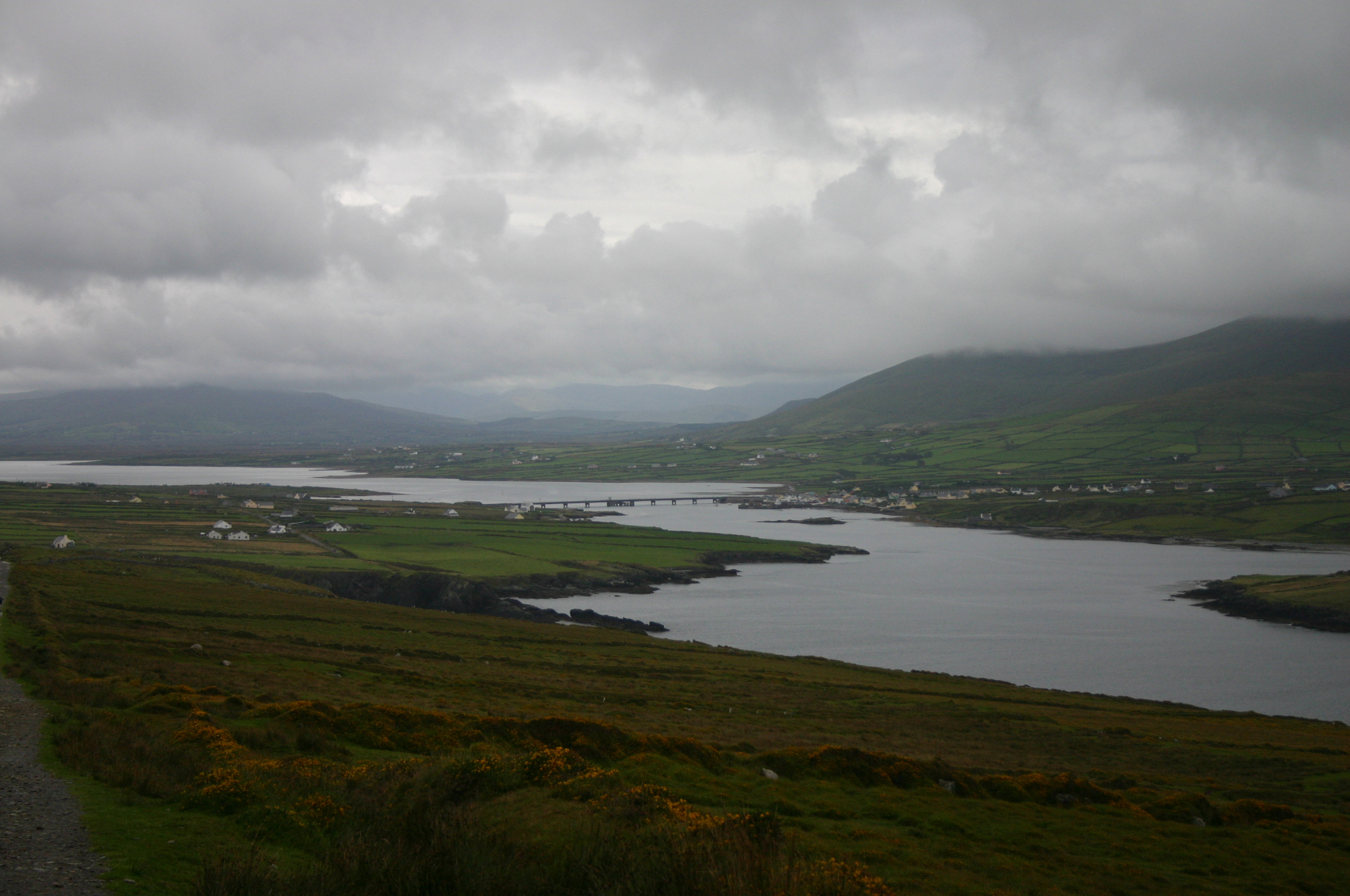
Vue de Portmagee depuis l'île de Valentia : Illaunloughan est situé sur la petite île visible au milieu du canal.

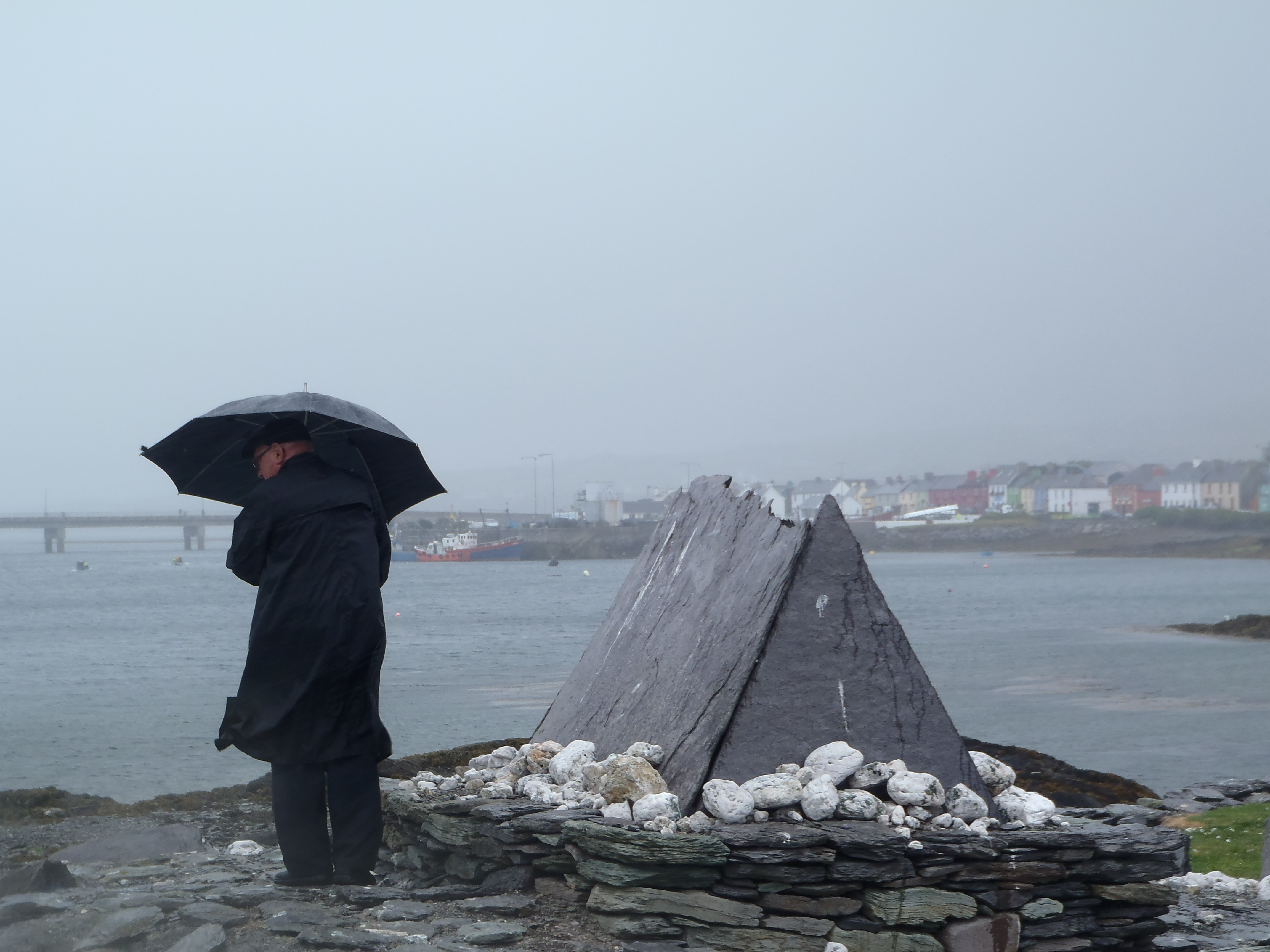
Le sanctuaire à pignon.

Illaunloughan est un ancien monastère chrétien médiéval et un monument national irlandais situé dans le comté de Kerry, en Irlande. Le site est situé sur une petite île de 0,1 hectare dans le canal Portmagee séparant l'île de Valentia de la péninsule d'Iveragh.

## Histoire
Un monastère est fondé sur le site à la fin du VIIe siècle, mais cesse d'exister au IXe siècle. Deux saints nommés Lochan apparaissent dans le Martyrologe de Tallaght écrit vers l'an 800 et l'un d'entre eux en serait le fondateur, quoique le nom lochan attaché au monastère puisse aussi faire référence aux algues. Illaunloughan était peut-être une étape pour les pèlerins se rendant à Skellig Michael, situé à 17 kilomètres au sud-ouest. Les fouilles ont révélé des dépotoirs contenant des restes de viande, d'avoine, d'oiseaux marins et de poisson. De petits oratoires en terre et des pièces de ferronnerie fine ont également été mis au jour. Jusqu'au XXe siècle, Illaunloughan était utilisé comme cillín, lieu d'enterrement des enfants non baptisés, et comme cimetière par la population locale.

## Description
Les vestiges comprennent des oratoires et des autels en pierre sèche du VIIIe siècle (leachta) et un sanctuaire à pignon pour les reliques des saints de la communauté. Ces reliques étaient décorées de quartz et de coquilles Saint-Jacques, peut-être en référence à l'utilisation de celles-ci dans l'église du Saint-Sépulcre ou au pèlerinage de Saint-Jacques-de-Compostelle,,.